# Bochnia
Bochnia là một thị trấn thuộc huyện Bocheński, tỉnh Małopolskie ở nam Ba Lan. Thị trấn có diện tích 30 km². Đến ngày 1 tháng 1 năm 2011, dân số của thị trấn là 29800 người và mật độ 998 người/km².